# Roman Dmowski

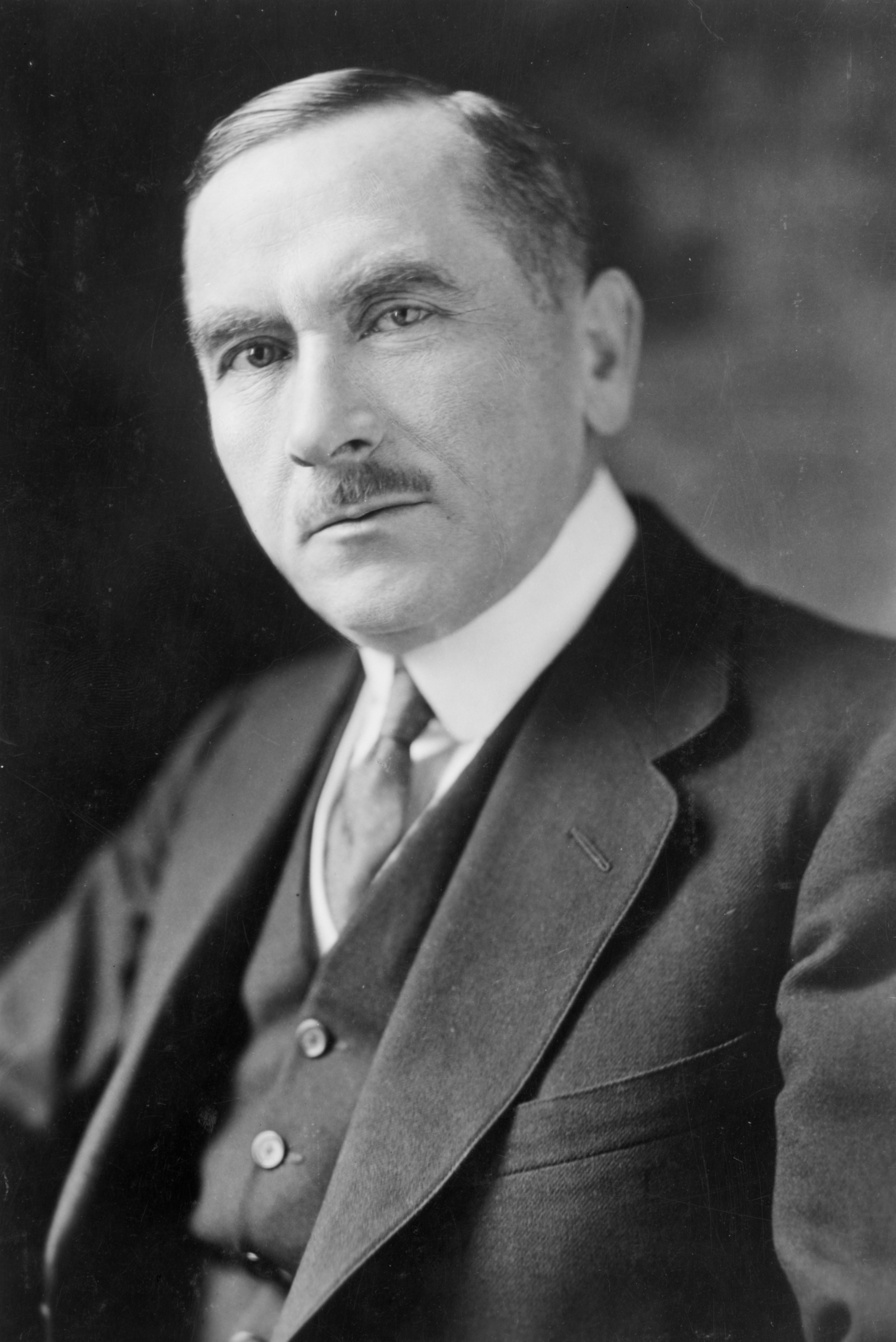

Roman Stanisław Dmowski (9 augustus 1864 - 2 januari 1939) was een Pools politicus en oprichter van de Nationaal-Democratische Partij. Hij was een van de grondleggers van de Tweede Poolse Republiek.
Hij werd geboren in het toenmalige Russische Keizerrijk nabij Warschau. Als student kwam hij in contact met het socialisme. Hij werd door de Russische autoriteiten voor vijf maanden opgesloten. Na zijn vrijlating week hij uit naar Galicië in Oostenrijk-Hongarije. Hij legde zich toe op propaganda, zowel binnen de Poolse gebieden, als internationaal om steun te krijgen voor een Poolse staat. Hij stichtte de Nationaal-Democratische Partij (Stronnictwo Narodwo-Demokratyszne of Endecja). In tegenstelling tot zijn tijdgenoot Józef Piłsudski koos Dmowski voor de politieke weg en streefde in de eerste plaats naar meer autonomie binnen het Russische keizerrijk. Hij zag Duitsland en Oostenrijk-Hongarije met hun politiek van germanisering als grotere vijanden van de Poolse zaak. Dmowski streefde in tegenstelling tot Piłsudski naar een homogeen Poolse en katholieke natie. Hij werkte Piłsudski ook actief tegen door met de Russissche autoriteiten samen te werken om de door Pilsudski georganiseerde demonstraties in Poolse steden te saboteren. Tijdens de Eerste Wereldoorlog verbleef Dmowski in Parijs waar hij samenwerkte met Ignacy Jan Paderewski. Ze zochten en vonden steun voor een onafhankelijk Polen na de oorlog, met name bij de Amerikaanse president Woodrow Wilson. Ze richtten ook een vrijwilligersleger op vanuit de Poolse diaspora om mee te vechten tegen Duitsland. Na de oorlog verzoenden Piłsudski en Dmowski zich. Dmowski vertegenwoordigde Polen bij de vredesonderhandelingen in Parijs en streefde daar naar een zo groot mogelijke toekenning van gebieden aan de nieuwe, Tweede Poolse Republiek. Hij was een van de ondertekenaars van het Verdrag van Versailles in 1919, waarin Polen Poznan en een toegang tot de Oostzee kreeg toebedeeld. 
Na de Pools-Russische Oorlog (1919-1921) probeerde Dmowski om Piłsudski, die de Russen in de slag bij Warschau had verslagen, aan de kant te schuiven. Zijn partij, Nationale Volksunie (Zwiazek Ludowo-Narodowy) vormde na de verkiezingen van 1919 de grootste fractie in het Poolse Parlement, de Sejm, en hij onderhandelde het Verdrag van Riga met Sovjet-Rusland. Hierbij werd een deel van het door de Polen veroverde gebied in Oekraïne terug overgedragen aan Rusland. Ook in de eerste verkiezing na het aannemen van de nieuwe Poolse Grondwet, in 1922, vormden de Nationaal-Democraten de grootste fractie. Hij was in 1923 kortstondig minister van Buitenlandse Zaken in de regering-Wincenty Witos. Bij de verkiezingen van maart 1928 haalde de partij van Dmowski nog maar 37 van de 444 zetels. Na 1930 trok hij zich grotendeels terug uit het politieke leven.
- Bibsys: 90223309
- Biblioteca Nacional de Chile: 000245783
- Bibliothèque nationale de France: cb12092300m (data)
- CiNii: DA03592595
- Gemeinsame Normdatei: 118672118
- International Standard Name Identifier: 0000 0001 2125 2109
- Library of Congress Control Number: n80022986
- Nationale Bibliotheek van Letland: 000251484
- Bibliotheek van het Japanse parlement: 01086663
- Nationale Bibliotheek van Tsjechië: js20020805049
- Nationale bibliotheek van Australië: 35784708
- Nationale Bibliotheek van Israël: 987007260441705171
- Nationale Bibliotheek van Polen: a0000001178655
- Nederlandse Thesaurus van Auteursnamen: 166950491
- SNAC: w6gj2tf6
- Système universitaire de documentation: 148345018
- Trove: 1086331
- Virtual International Authority File: 27093035
- WorldCat: E39PBJdGGVtvD8bFWxDXx6CG73